# Mỹ Tâm
Phan Thị Mỹ Tâm (ur. 16 stycznia 1981 w Đà Nẵng) – wietnamska piosenkarka i aktorka.

## Życiorys
W wieku 6 lat rozpoczęła naukę baletu, potem zaczęła uczyć się grać na gitarze i śpiewać. Po ukończeniu szkoły średniej wstąpiła do Konserwatorium miasta Ho Chi Minh, gdzie studiowała na wydziale wokalnym. Zdobywczyni wielu nagród, np. „Najlepszy Artysta Azji” (Mnet Asian Music Awards, Hongkong, 2012) i „Best-selling Vietnamese Artist” (World Music Award, 2014). Uchodzi za czołową i najbogatszą wokalistkę wietnamskiego rynku muzycznego, otrzymając 20 tysięcy dolarów amerykańskich za koncert. W 2019 roku zadebiutowała na dużym ekranie w filmie Chị Trợ Lý Của Anh, gdzie zagrała rolę głównej bohaterki Khả Doanh.